# Turbina radial

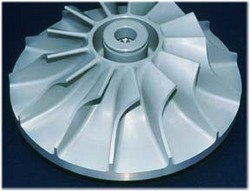
Turbina radial

Una turbina radial es una turbomáquina en la que el flujo del fluido de trabajo es radial al eje de rotación. La diferencia entre turbinas axiales y radiales consiste en la forma en que el fluido fluye a través de los componentes (compresor y turbina). Mientras que para una turbina axial, el rotor es 'impactado' por el flujo de fluido, para una turbina radial, el flujo está orientado suavemente perpendicular al eje de rotación, y acciona la turbina de la misma manera que el agua impulsa un molino de agua. 

## Ventajas e inconvenientes
Las turbinas radiales experimentan una menor tensión mecánica (y menos tensión térmica, en el caso de los fluidos de trabajo en caliente) que permite que una turbina radial sea más simple, más robusta y más eficiente (en un rango de potencia similar) en comparación con las turbinas axiales. Cuando se trata de rangos de alta potencia (por encima de 5 MW), la turbina radial ya no es competitiva (debido al rotor pesado y costoso) y la eficiencia se vuelve similar a la de las turbinas axiales.
En comparación con una turbina de flujo axial, una turbina radial puede emplear una relación de presión relativamente más alta (≈4) por etapa con tasas de flujo más bajas. Por lo tanto, estas máquinas caen en los rangos específicos de velocidad y potencia más bajos. Para aplicaciones de alta temperatura, el enfriamiento de las palas del rotor en etapas radiales no es tan fácil como en las etapas de turbina axial. Las palas de las boquillas de ángulo variable pueden brindar mayores eficiencias de etapa en una etapa de turbina radial, incluso en operaciones fuera de diseño.

## Diagrama de entalpía y entropía
El estado de estancamiento del gas en la entrada de la boquilla está representado por el punto 01. El gas se expande adiabáticamente en las boquillas desde una presión p1 a p2 con un aumento en su velocidad de c1 a c2. Dado que este es un proceso de transformación de energía, la entalpía de estancamiento permanece constante, pero la presión de estancamiento disminuye (p01> p02) debido a las pérdidas. Por tanto en el rotor se produce una transferencia de energía acompañada de un proceso de transformación de energía.

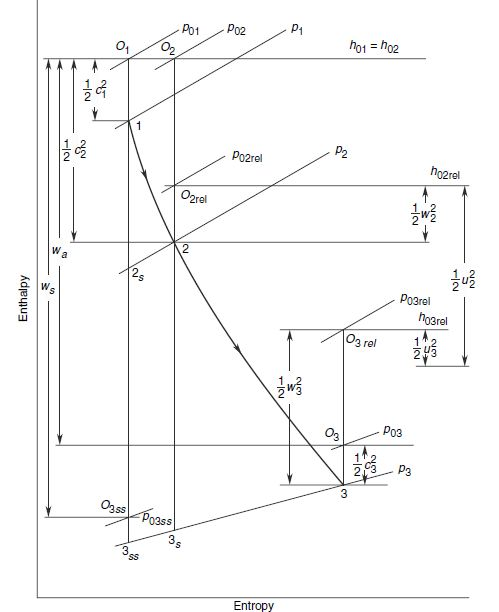
Diagrama de entropía entalpía para el flujo a través de una etapa de una turbina IFR